# NGC 7623
إن جي سي 7623 التي يرمز لها بالرمز 2MASX J23202996+0823446، هي مجرة، في كوكبة الفرس الأعظم.

## الاكتشاف
اكتشفت في 26 سبتمبر 1785، بواسطة ويليام هيرشل.